# Чичириха (Вологодская область)
Чичириха — деревня в Харовском районе Вологодской области.
Входит в состав Азлецкого сельского поселения, с точки зрения административно-территориального деления — в Азлецкий сельсовет.
Расстояние по автодороге до районного центра Харовска — 60 км, до центра муниципального образования Поповки — 6 км.
По переписи 2002 года население — 8 человек.